# Karel Charvát
Mgr. Karel Charvát (* 26. března 1954) je bývalý český fotbalový brankář.

## Fotbalová kariéra
V československé lize hrál v sezóně 1979/80 za RH Cheb. Nastoupil ve 2 ligových utkáních. V sezóně 1973/74 byl náhradníkem Iva Viktora v Dukle, ale v lize nenastoupil. Mezitím chytal ve druhé lize za Spartak Blanické strojírny Vlašim.

## Ligová bilance
| Ročník                                   | Zápasy | Góly | Minuty | Nuly | Klub    |
| ---------------------------------------- | ------ | ---- | ------ | ---- | ------- |
| 1. československá fotbalová liga 1979/80 | 2      | 0    | –      | 0    | RH Cheb |
| CELKEM 1. liga                           | 2      | 0    | –      | 0    |         |